# Conquista romana de Tracia
Se conoce como la conquista romana de Tracia a las guerras entre romanos y tracios que hubo entre 92 a. C., cuando los tracios atacaron por primera vez a los romanos, y 46 d. C., cuando terminó el somentimiento de Tracia por parte de los romanos, quienes la dividieron en las provincias de Mesia y Tracia.
El primer enfrentamiento entre romanos y tracios ocurrió en 92 a. C., cuando varias tribus tracias invadieron la provincia romana de Macedonia dirigidos por Sotimo. Aunque hasta se aliaron con Mitrídates VI, rey del Ponto, los generales romanos Gayo Sencio y Lucio Cornelio Sila los expulsaron de tierras romanas. Sin embargo, los tracios reanudaron la ofensiva poco después, y tras ser derrotados por Gneo Cornelio Dolabela, Apio Claudio Pulcro y Gayo Escribonio Curión en sucesivos combates, fueron aniquilados por Marco Terencio Varrón Lúculo.

## Antecedentes
A mediados del siglo II a. C., ya prácticamente todos los tracios se habían independizado del débil reino de Macedonia, que, tras la batalla de Pidna, se convertiría en estado cliente de Roma.